# گمینا کروبیا
گمینا کروبیا (به لهستانی:  Gmina Krobia) یک گمینا در لهستان است که در شهرستان گوستنگ واقع شده‌است. گمینا کروبیا ۱۲۹٫۵۹ کیلومتر مربع مساحت و ۱۲٬۷۹۲ نفر جمعیت دارد.